# Полярный круг (сериал)
«Полярный круг» (фин. Ivalo , англ. The Arctic Circle) — финляндско-германский сериал в жанре скандинавского нуара. Премьера первого сезона в Финляндии состоялась 21 декабря 2018 года.

## Сюжет

### Сезон 1
Женщина-полицейский Нина Каутсало (Иина Куустонен) и немецкий вирусолог (Максимилиан Брюкнер) расследуют странное убийство, которое произошло в маленькой деревне Ивало на севере Финляндии. В организме жертвы они обнаруживают новый неизвестный вирус, который может стать угрозой для всей планеты.

### Сезон 2
Нина Каутсало переехала со своей дочерью в Рованиеми из-за проблем со здоровьем её матери. Там ей предлагают работать в новом полицейском подразделении. В поезде происходит убийство, и Нина вместе со своим новым напарником Виктором начинают расследование. В то же время исчезает известный финский хоккеист, и полиция начинает его искать.

## Производство
Первый сезон начали снимать в Финляндии в ноябре 2017-го. Бо́льшая часть сериала была снята в Ивало и Хельсинки. Некоторые сцены были сняты также в Мурманской области в России. Второй сезон был снят осенью 2020-го и в начале 2021 года.
Создатель сериала Йоона Тена рассказал в интервью, что он придумал сюжет о пандемии задолго до пандемии коронавируса, и подчеркнул, что совсем не считает себя пророком.

## Выпуск
Сериал показывали более чем в 20 странах, в том числе в Германии, Испании и Нидерландах. В Северной Америке сериал транслировал сервис Topic, в России — Ivi. «Полярный круг» является самым популярным оригинальным сериалом телеканала Elisa Viihde Viaplay. Третий сезон сериала уже в производстве и выйдет в Финляндии в декабре 2023 года.